# Franz Albert
Franz Albert (* 6. Jänner 1931 in Wörgl; † 10. November 2017 in Dénia) war ein österreichischer Autorennfahrer.

## Karriere
Franz Albert war nach Gotfrid Köchert der zweite österreichische Autorennfahrer, der nach dem Zweiten Weltkrieg international bekannt wurde. Sein erstes Rennen fuhr Albert bei einem nationalen Straßenrennen in Linz 1959. Er hatte kurz davor einen Porsche 550 erworben, der sein erstes Rennfahrzeug wurde. Mit dem Porsche war er bei nationalen Sportwagenrennen in Österreich am Start und tauschte den Wagen 1961 gegen einen Porsche 718 RS 60. 1962 war er der zweite Österreicher, der beim 24-Stunden-Rennen von Le Mans an den Start ging. Als Partner von Gianni Balzarini fuhr er einen Werks-Abarth-Simca 1300 Bialbero. Das Rennen endete für das Duo allerdings schon nach 30 Runden durch einen Getriebeschaden.
In den 1970er-Jahren bestritt er auf seinem privat gemeldeten Chevrolet Camaro einige Läufe zur Tourenwagen-Europameisterschaft. Ab 1977 war er regelmäßig in der Deutschen Rennsport-Meisterschaft am Start. Seine Einsatzfahrzeuge, ein BMW 2002 und ab 1978 ein BMW 320i Turbo wurden mit von ihm selbst entwickelten Nockenwellen ausgestattet. Diese Albert-Nockenwellen waren bei Tuningunternehmen begehrte Bauteile bei der technischen Aufrüstung von Rennfahrzeugen.
Anfang der 1980er-Jahre bestritt der Österreicher nur mehr sporadisch Rennen, da er sich immer intensiver um sein eigenes Tuningunternehmen kümmern musste. So verbesserte er 1984 im Auftrag von Ferruccio Lamborghini die Leistung des Der Countach Turbo S  und brachte ihn zu einer Leistung von 748 PS bei einem Drehmoment von 876 Nm.  Mit einer Höchstgeschwindigkeit von 333 km/h war der von Albert getunte Lamborghini das damals schnellste Straßenfahrzeug. Sein letzter Renntourenwagen war ein Mazda S124. 1984 zog er sich endgültig vom Rennsport zurück.

## Statistik

### Le-Mans-Ergebnisse
| Jahr | Team               | Fahrzeug                   | Teamkollege      | Platzierung | Ausfallgrund    |
| ---- | ------------------ | -------------------------- | ---------------- | ----------- | --------------- |
| 1962 | Abarth Corse & Cie | Abarth-Simca 1300 Bialbero | Gianni Balzarini | Ausfall     | Getriebeschaden |

### Einzelergebnisse in der Sportwagen-Weltmeisterschaft
| Saison | Team   | Rennwagen                  | 1   | 2   | 3   | 4   | 5   | 6   | 7   | 8   | 9   | 10  | 11  | 12  | 13  | 14  | 15  |
| ------ | ------ | -------------------------- | --- | --- | --- | --- | --- | --- | --- | --- | --- | --- | --- | --- | --- | --- | --- |
| 1962   | Abarth | Abarth-Simca 1300 Bialbero | DAY | SEB | SEB | MAI | TAR | BER | NÜR | LEM | TAV | CCA | RTT | NÜR | BRI | BRI | PAR |
| 1962   | Abarth | Abarth-Simca 1300 Bialbero |     |     |     |     | DNF |     |     |     |     |     |     |     |     |     |     |